# عند جبال الجنون
عند جبال الجنون (بالإنجليزية: At the Mountains of Madness)‏ هي رواية قصيرة كتبها مؤلف قصص الرعب هوارد فيليبس لافكرافت، وكتبت في فبراير/مارس 1931 ورفضت في تلك السنة من قبل فارنسورث رايت محرر مجلة حكايات غريبة بسبب طولها. ونشرت كمسلسل في أعداد فبراير ومارس وأبريل من عام 1936 من مجلة أستاوندينغ. وقد تمت إعادة نشرها في العديد من المجموعات.
تروي القصة تفاصيل أحداث رحلة كارثية إلى القارة القطبية الجنوبية في سبتمبر عام 1930 وما عثر عليه مجموعة من المستكشفين هناك بقيادة الراوي، الدكتور ويليام داير من جامعة ميسكاتونيك. ويروي داير سلسلة من الأحداث التحذيرية أملا في ردع أي مجموعة أخرى من المستكشفين ترغب في الذهاب إلى القارة.
اشتق لافكرافت عنوان الرواية من جملة في القصة القصيرة «رجل الحشيش» بقلم كاتب الخيال إدوارد بلانكيت تحت اسمه المستعار، لورد دانسني: «وصلنا أخيرا إلى تلك التلال العاجية التي تسمى جبال الجنون...»
نشرت القصة دون قصد مفهوم الفضائيين القدماء وكذلك مكانة القارة القطبية الجنوبية في «أساطير الفضائيين القدماء».

## روابط خارجية
- عند جبال الجنون على موقع الموسوعة البريطانية (الإنجليزية)